# Vlag van Itens

Vlag van Itens

De vlag van Itens is de dorpsvlag van het Nederlandse dorp Itens, in de Friese gemeente Súdwest-Fryslân. De vlag werd in 1999 aangenomen en in 2001 geregistreerd. Het ontwerp van de vlag is van de hand van J.C. Terluin en R.J. Broersma.

## Beschrijving
De beschrijving van de vlag is als volgt:
Volgens de vlagdiagonaal in vier banen 3 : 1 : 1 : 1, rood, blauw, wit en blauw, met op het rood een uit de deellijn uitkomend springend wit paard.
De kleuren zijn afkomstig van het dorpswapen.

## Symboliek

Indeling vlag: duidt op de patroonheilige van de kerk van Itens, Martinus van Tours. Hij sneed zijn mantel in tweeën en gaf een helft aan een bedelaar.
- Paard: staat voor de veehouderij in de omgeving van het dorp. Daarnaast is het paard ook ontleend aan het wapen van het geslacht Stapert dat een boerderij in het dorp bezat.[3]
- Blauwe banen: afkomstig van de wapens van de voormalige gemeenten Hennaarderadeel en Littenseradeel waar Itens eertijds deel van uitmaakte.[3]
- Witte baan: beeldt de ligging van het dorp aan de Slachtedijk uit.[3]